# Mario Domínguez
Mario Domínguez, född den 1 november 1975 i Mexico City, Mexiko, är en mexikansk racerförare.

## Racingkarriär
Domínguez blev trefaldig mexikansk mästare i gokart, och tävlade sedan i regionala mexikanska formelbilsserier som ung. Han vann det mexikanska mästerskapet i formel 3 1997, vilket gav honom möjligheten att flytta till USA och tävla i Indy Lights från och med 1999. Efter att ha blivit åtta 2000 och fyra i mästerskapet 2001, fick Domínguez möjligheten att tävla i CART från och med säsongen 2002 med Herdez Competition. Han chockade alla genom att vinna Lexmark Indy 300 i Surfers Paradise, Australien, efter att ha startat tävlingen på sista plats. Han låg först bakom säkerhetsbilen efter att alla andra gått i depå, och då flaggades racet av, med Domínguez som vinnare. 2003 var Domínguez mer konkurrenskraftig på egen hand, och blev sexa i mästerskapet efter att ha vunnit Grand Prix Americas i Miami. Han blev sedan femma i mästerskapet säsongen 2004, innan han lämnade Herdez, efter att stallet blivit av med sin mexikanska sponsor. De två kommande åren körde Domínguez för Forsythe Racing och Rocketsports Racing, och både 2005 och 2006 renderade i sammanlagda niondeplatser. Under 2007, hade Domínguez ingen fulltidskörning, uatn gjorde några inhopp för diverse team. 2008 var bara ett lopp, som ingick i IndyCar Series, efter Champ Cars nedläggning, och Domínguez blev trea i Long Beach Grand Prix med Pacific Coast Motorsports. Han gjorde sedan några IndyCar-tävlingar samma säsong utan några större resultat.